# Tweede Kamerverkiezingen 2017/Kandidatenlijst/50PLUS

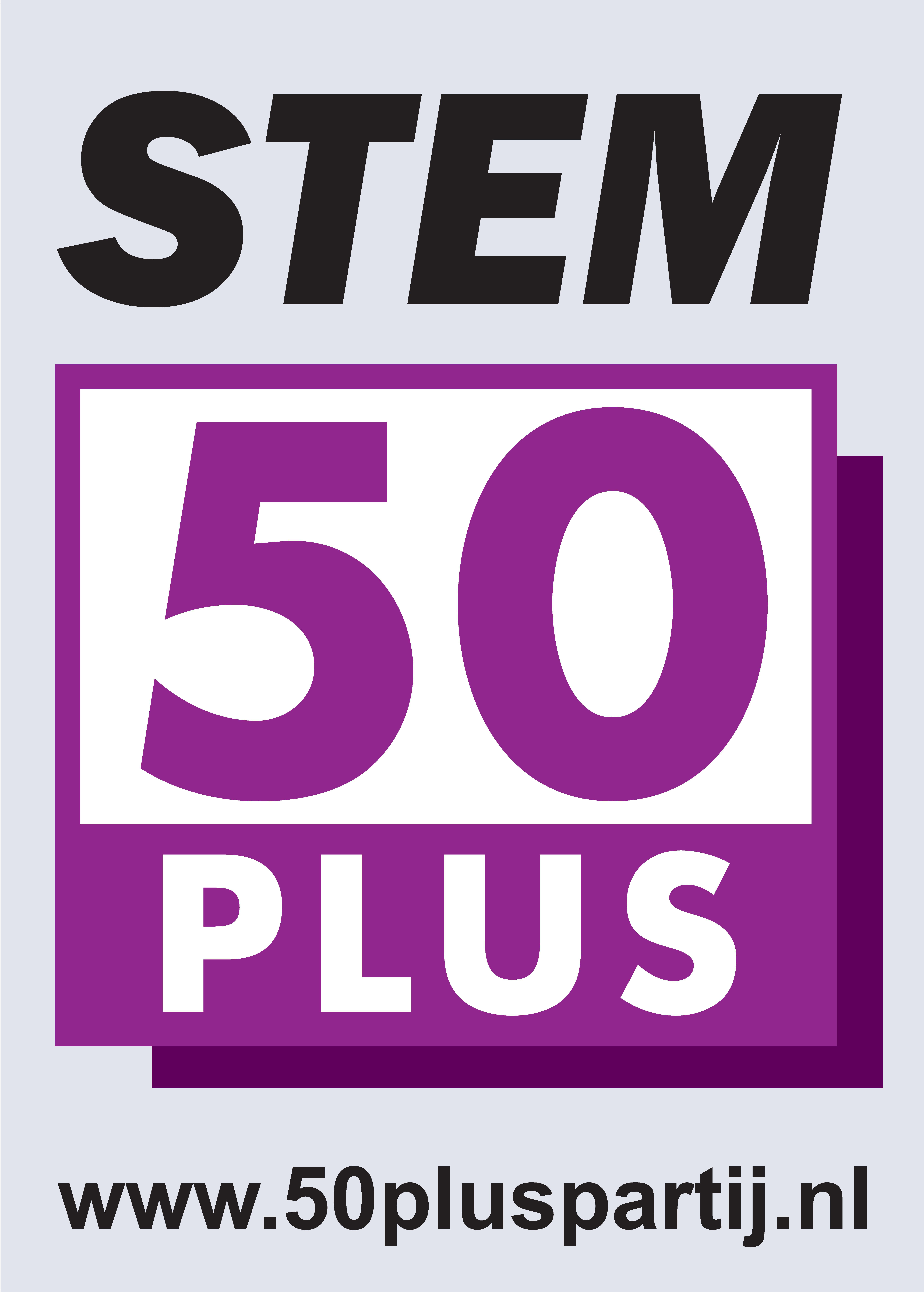
Verkiezingsposter 50Plus

Dit is de lijst van kandidaten van 50PLUS voor de Nederlandse Tweede Kamerverkiezingen van 15 maart 2017, zoals deze op 3 februari 2017 werd vastgesteld door de Kiesraad.

## Achtergrond
Op 14 november 2016 maakte 50PLUS de conceptkandidatenlijst bekend voor de Tweede Kamerverkiezingen van 15 maart 2017. Op het 50PLUS-partijcongres van 10 december 2016 werd de definitieve kandidatenlijst vastgesteld. De lijsttrekker werd fractievoorzitter Henk Krol.

## De lijst
- vet: verkozen
- schuin: voorkeurdrempel overschreden

1. Henk Krol - 233.179 stemmen
2. Léonie Sazias - 51.736
3. Martin van Rooijen - 9.096
4. Corrie van Brenk - 5.091
5. Gerrit-Jan van Otterloo[1] - 1.143
6. Simon Geleijnse[2] - 767
7. Emile Bode - 1.663
8. Wilma Schrover - 2.556
9. Maurice Koopman - 620
10. Rob de Brouwer - 782
11. Theun Wiersma - 1.927
12. Presley Bergen - 543
13. Petra van Veeren - 1.535
14. Willem Willemse - 824
15. Jan Fonhof - 1.616
16. Natascha Kroonstuiver - 2.033
17. Henk Jan Verboom - 340
18. Monique van de Griendt - 379
19. Wim van Overveld - 306
20. Klaas Hamersma - 814
21. Harry Siepel - 513
22. Fred Kerkhof - 487
23. Adriana Hernández Martínez - 379
24. Wout Jansen - 357
25. Theo Heere - 106
26. Jaap Haasnoot - 212
27. Joop van Orsouw - 269
28. Rosa Molenaar - 362
29. Arno Haije - 205
30. Chris Spooren - 150
31. Olga de Meij - 285
32. André van Wanrooij - 70
33. Jan Frans Brouwers - 94
34. Jolanda van Hulst - 289
35. Rhianna Gralike - 180
36. Frans Bergwerf - 191

37 t/m 38/39. regionale kandidaten
39/40. Dick de Vries - 106

40/41. Hans Gertsen - 111

41/42. Hein Meijer - 1.736

42/43. Dick van Zanten - 153

43/44. Hylke ten Cate - 244

44/45. Frans Rose - 78

45/46. Harry Lamberts - 225

46/47. Auke de Vries - 65

47/48. Henry van de Wal - 119

48/49. Mieke Hoek - 334

49/50. John Struijlaard - 1.119

## Regionale kandidaten
Op de lijst waren twee of drie plekken regionaal verschillend ingevuld.
| Posities (per kieskring) | Posities (per kieskring) | Posities (per kieskring) | Posities (per kieskring) | Posities (per kieskring) | Posities (per kieskring) | Posities (per kieskring) | Posities (per kieskring) | Posities (per kieskring) | Naam                   | Stemmen |
| 01                       | 2, 3                     | 04                       | 05                       | 6, 7                     | 08                       | 9-11                     | 12-15, 20                | 16-19                    | Naam                   | Stemmen |
| ------------------------ | ------------------------ | ------------------------ | ------------------------ | ------------------------ | ------------------------ | ------------------------ | ------------------------ | ------------------------ | ---------------------- | ------- |
| 37                       | 37                       |                          |                          |                          |                          |                          |                          |                          | Rob Goedhart           | 126     |
|                          |                          |                          |                          |                          | 37                       | 37                       | 37                       |                          | Andreas van der Schaaf | 38      |
|                          |                          |                          |                          |                          |                          |                          |                          | 37                       | George Lernout         | 244     |
|                          |                          |                          |                          | 37                       | 38                       |                          | 38                       |                          | Marianne Hilte         | 225     |
|                          |                          |                          | 37                       | 38                       | 39                       |                          |                          |                          | Henri Pastoor          | 132     |
| 38                       | 38                       |                          |                          |                          |                          |                          |                          |                          | Chris Veeze            | 213     |
|                          | 39                       | 37                       |                          |                          |                          |                          |                          |                          | Willem Terpstra        | 139     |
|                          |                          |                          | 38                       |                          |                          | 38                       |                          |                          | Barend Bergh           | 27      |
|                          |                          |                          |                          |                          |                          |                          |                          | 38                       | Joep Taks              | 212     |
|                          |                          | 38                       |                          |                          |                          | 39                       |                          |                          | Guus Oesterreicher     | 51      |
|                          |                          |                          | 39                       | 39                       |                          |                          |                          |                          | Walter Verhoeven       | 73      |
|                          |                          |                          |                          |                          |                          |                          |                          | 39                       | Mieke van Bree         | 262     |

VVD · PvdA · PVV · SP · CDA · D66 · ChristenUnie · GroenLinks · SGP · Partij voor de Dieren · 50PLUS · OndernemersPartij · VNL · DENK · Nieuwe Wegen · Forum voor Democratie · De Burger Beweging · Vrijzinnige Partij · GeenPeil · Piratenpartij · Artikel 1 · Niet Stemmers · Libertarische Partij · Lokaal in de Kamer · Jezus Leeft · StemNL · Mens en Spirit/Basisinkomen Partij/V-R · Vrije Democratische Partij
2012 · 2017 · 2021 · 2023